# پروتئین شوک حرارتی
پروتئین‌های شوک حرارتی به مجموع پروتئین‌هایی گفته می‌شوند که در شرایط استرسی در سلول بیان می‌گردند. نقش این سلول‌ها جلوگیری از تغییر کونفورماسیون پروتئین‌ها تحت عوامل استرسی می‌باشند. این پروتئین‌ها در همه سلول‌های زنده در وضعیت متصل یا غیر متصل به پروتئین‌ها وجود دارند. مکان این پروتئین‌ها در هسته و سیتوپلاسم سلول است. 
پروتئین‌های HSP به عنوان چاپرون‌های مولکولی در فرایندهای متعددی همچون فولدینگ پروتئین‌ها، تجمع و انتقال آنها، عبور و مرور پپتیدها و پردازش آنتی ژن تحت شرایط فیزیولوژیک و استرسی نقش دارند. بیان پروتئین‌های HSP بواسطه چندین نوع از عوامل استرس زا همچون تب، الکل، التهاب، استرس‌های اکسیداتیو، فلزات سنگین و همچنین شرایطی که موجب جراحت و نکروزیس می‌گردد القاء می‌گردند.
پروتئین‌های HSP به جایگاه‌های هیدروفوبیک روی پلی پپتیدها متصل می‌گردند و سبب بروز تغییرات کونفورماسیونی در آن‌ها می‌گردند و از سوی دیگر سبب جلوگیری از ایجاد پپتیدهایی با فولدینگ اشتباه می‌گردند.
پروتئین‌های مرتبط با گلوکز (GRPs)مجموعه ثانویه‌ای از پروتئین‌های استرسی می‌باشند که به سادگی تحت شرایط شوک گرمایی یا استرس‌های اکسیداتیو القاء نمی‌شوند، این پروتئین‌ها در شبکه اندوپلاسمیک وجود دارند.